# Agnolo di Ventura
Agnolo di Ventura, auch Agnolo da Siena genannt, (* um 1290 in Siena; † um 1349) war ein in Siena und weiteren toskanischen Städten sowie in Rom tätiger Architekt und Bildhauer des 14. Jahrhunderts.

## Leben und Werk

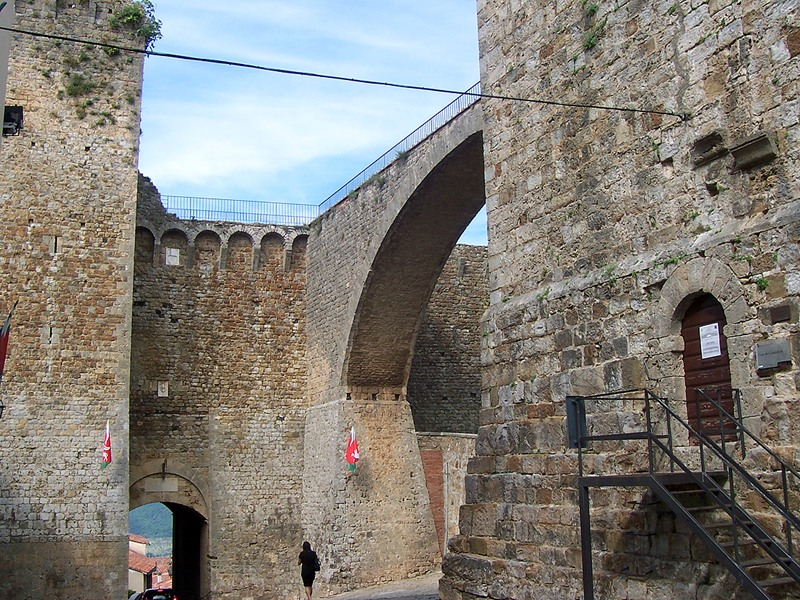
Befestigungsanlage Cassero Senese in Massa Marittima

Erstmals schriftlich erwähnt wurde er 1311, zu dieser Zeit lebte er im Stadtbezirk San Quirico von Siena (heute Teil der Contrada Pantera). Im gleichen Jahr entstanden Buchmalereien für die Biccherna (eine Art Finanzamt und/oder Registratur der Stadt Siena). Für die Stadt Siena war er ab 1325 mit Viva di Compagno als Baukommissar tätig. Die erhaltenen Dokumente bezeugen weitere Tätigkeiten als Zivil- und Militärarchitekt: 1329 wurde er für eine Reihe von Arbeiten an der Porta Salaria bezahlt, 1333 wurde er für die Erweiterung des Doms konsultiert und 1334 bis 1335 war er für die Befestigungsanlagen (Cassero Senese) von Grosseto (mit Guido di Pace) und Massa Marittima verantwortlich. Zu seinen weiteren militärischer Anlagen zählen die Stadttore Porta Romana, Porta Sant’Agata und Porta Tufi in Siena im Zuge der Errichtung des vierten Stadtmauerringes.
Es wird angenommen, dass Agnolo auch der Bildhauer „Angelus de Senis“ war, der 1327 bis 1330 in Zusammenarbeit mit Agostino di Giovanni (auch Agostino da Siena genannt) das Baldachingrab für Bischof Guido Tarlati in der Kathedrale von Arezzo ausführte. In den Biografien (Le vite) von Giorgio Vasari wird er mit Agnolo di Ventura unter Vita di Agostino et Agnolo, Scultori et architetti sanesi erwähnt. Vasari schreibt ihnen als Lehrmeister Giovanni Pisano zu und nennt sie als Architekten der Kirche und des Konvents der Basilica di San Francesco in Siena und der Franziskanerkirche in Bologna.

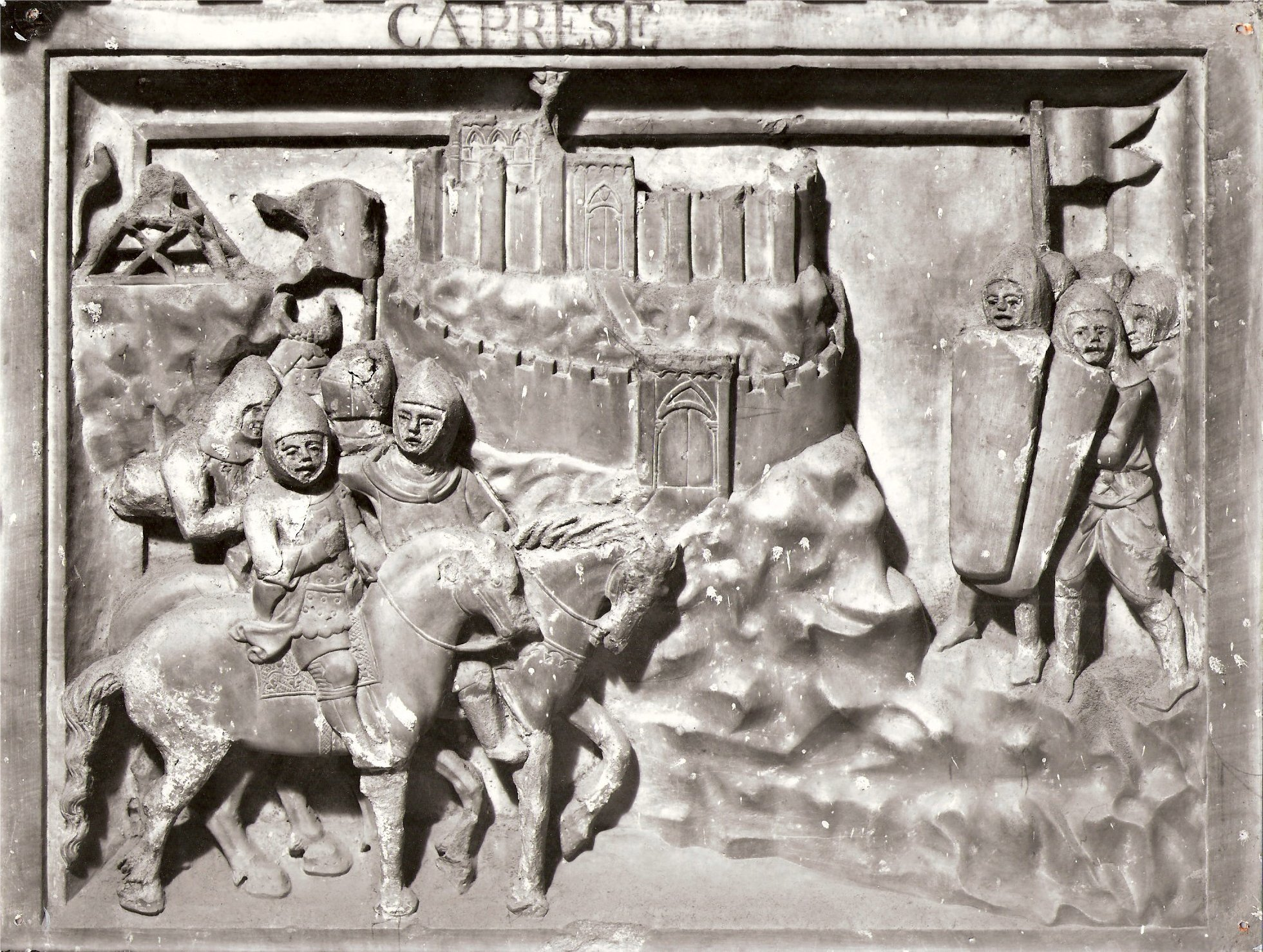
Detail eines Reliefs des Guido Tarlati in der Kathedrale von Arezzo: 12. Station (Caprese), bildet die Eroberung von Caprese Michelangelo 1324 ab

Zu den bedeutendsten Werken der beiden gehören die Reliefs des Grabes für Guido Tarlati. Die 16 Reliefs entstanden 1330 im Auftrage der Brüder des Verstorbenen, Delfo und Pier Saccone Tarlati. Trotz der stilistischen Homogenität des Grabmals lässt sich Agnolos Eingriff an einigen Reliefs mit Kriegsszenen sowie an den beiden Geistlichen links von der Begräbniszeremonie auf dem Sarkophag erkennen.

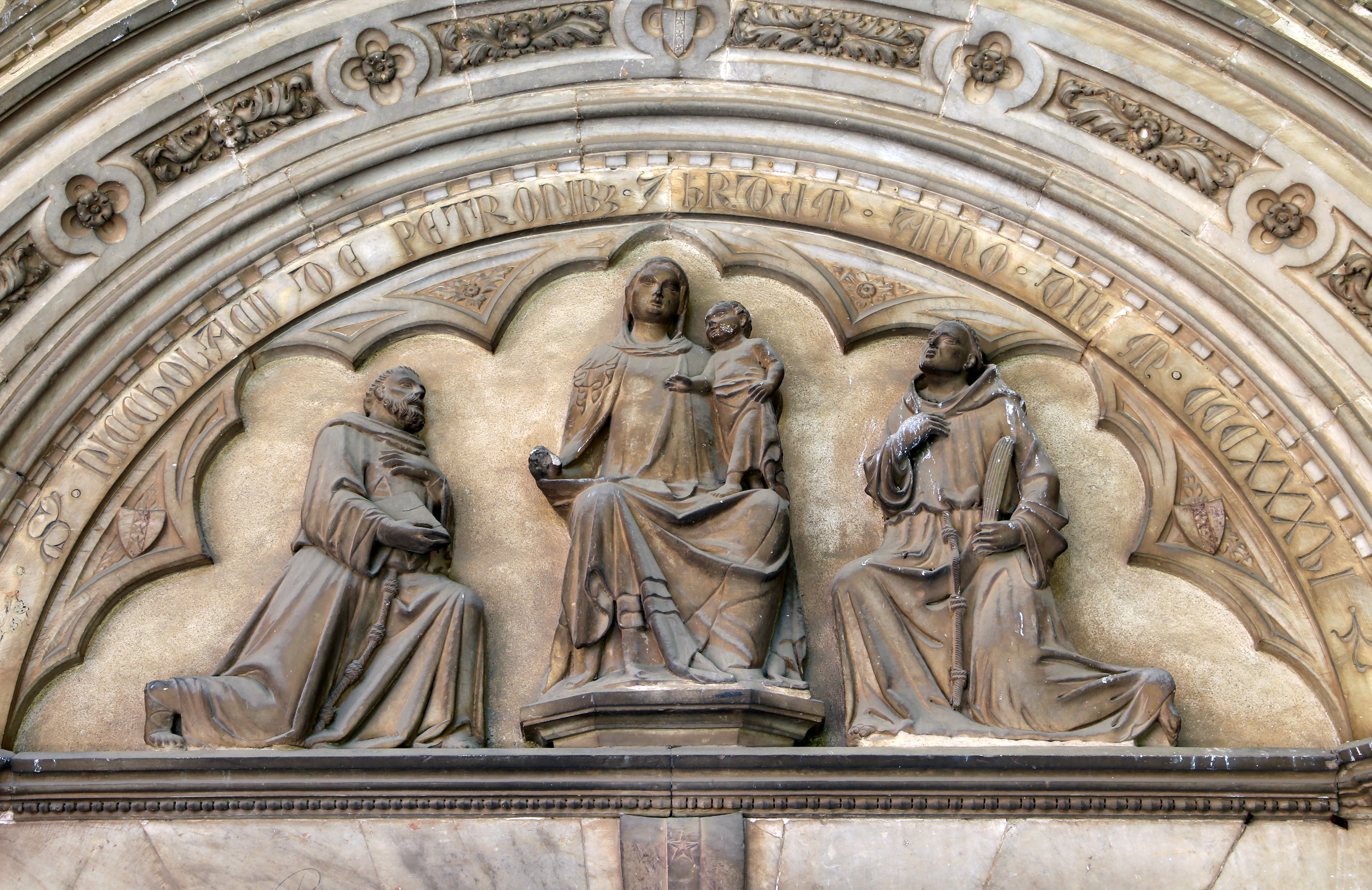
Petroni-Portal in der Basilica di San Francesco

Ebenfalls Agnolo zugeschrieben werden das Petroni-Portal im Kreuzgang von San Francesco und das Grab von Kardinal Matteo Orsini in Santa Maria sopra Minerva, Rom. Die Zuschreibung der Gräber für die Familie Bardi in Santa Croce, Florenz, ist Gegenstand einer Debatte. Wie Agostino di Giovanni orientierte sich Agnolo an den Werken Tino di Camainos und wandte sich von dem französischen Vorbildern folgenden Stil seines Zeitgenossen Goro di Gregorio ab.

## Werke (Auswahl)

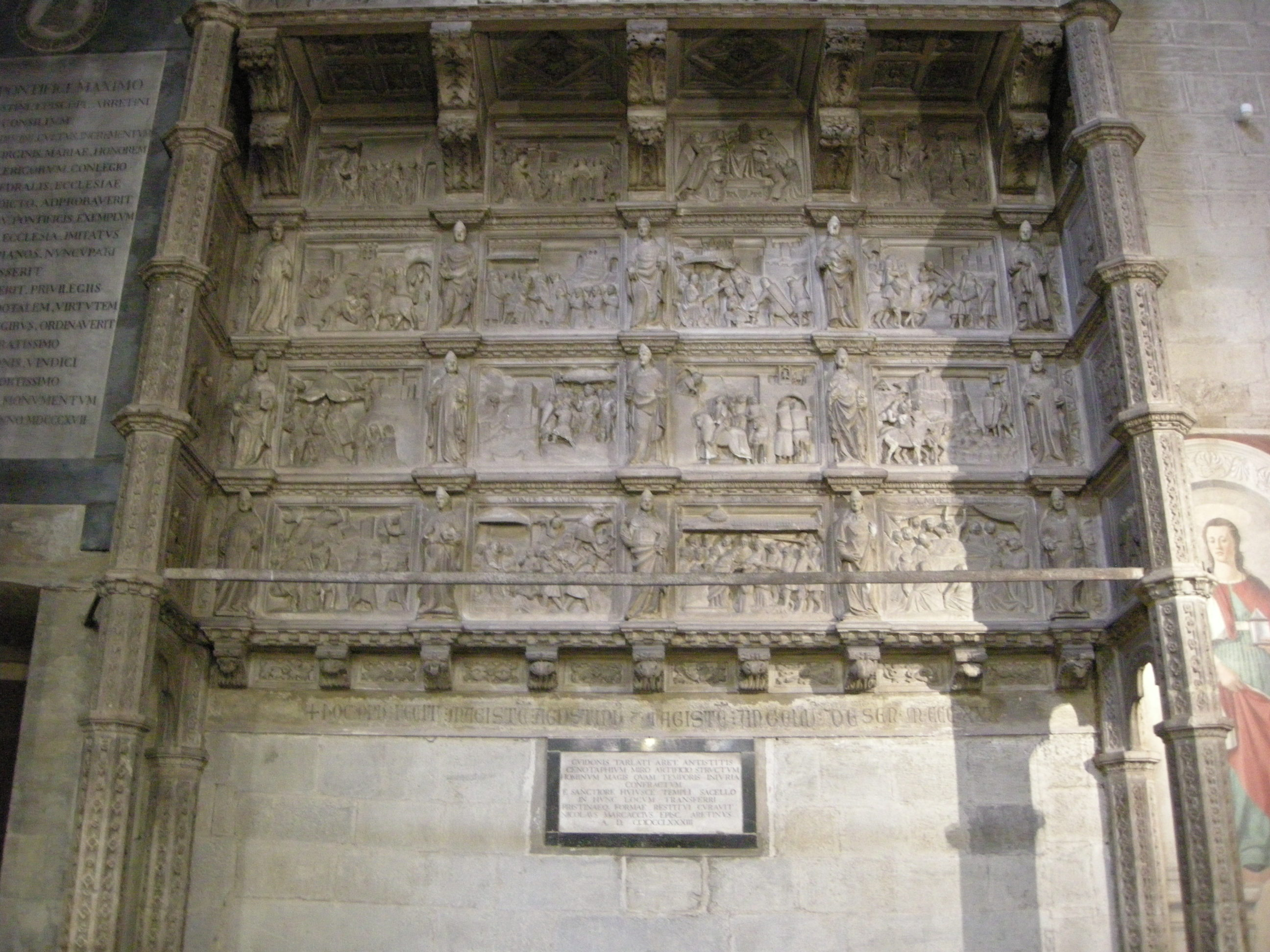
Alle 16 Reliefs des Baldachingrabes für Bischof Guido Tarlati

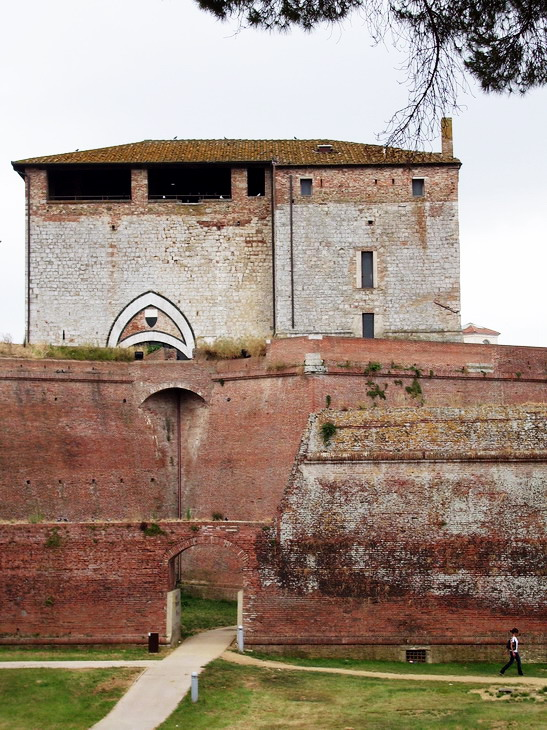
Befestigungsanlage Cassero Senese in Grosseto

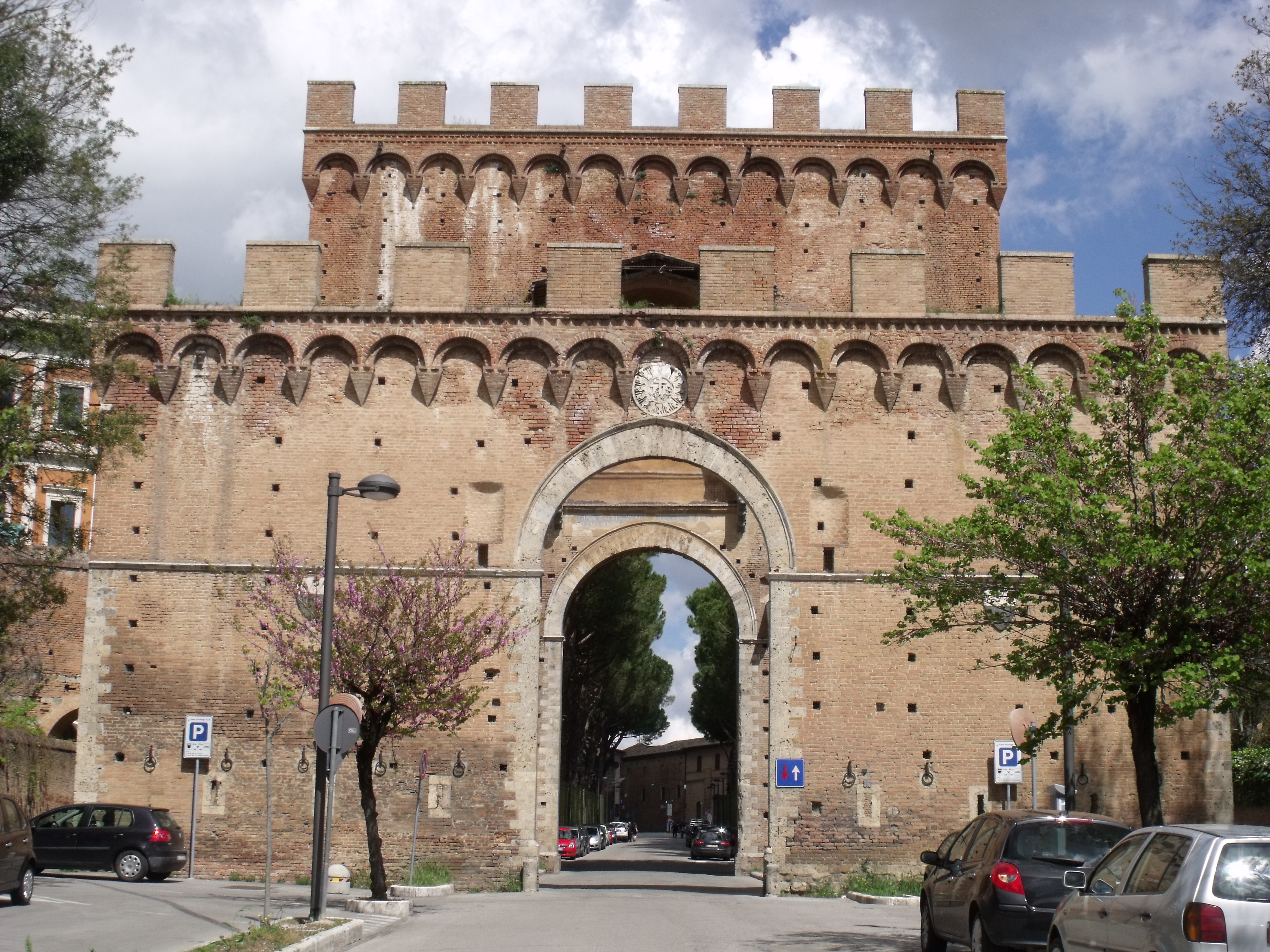
Stadttor Porta Romana in Siena

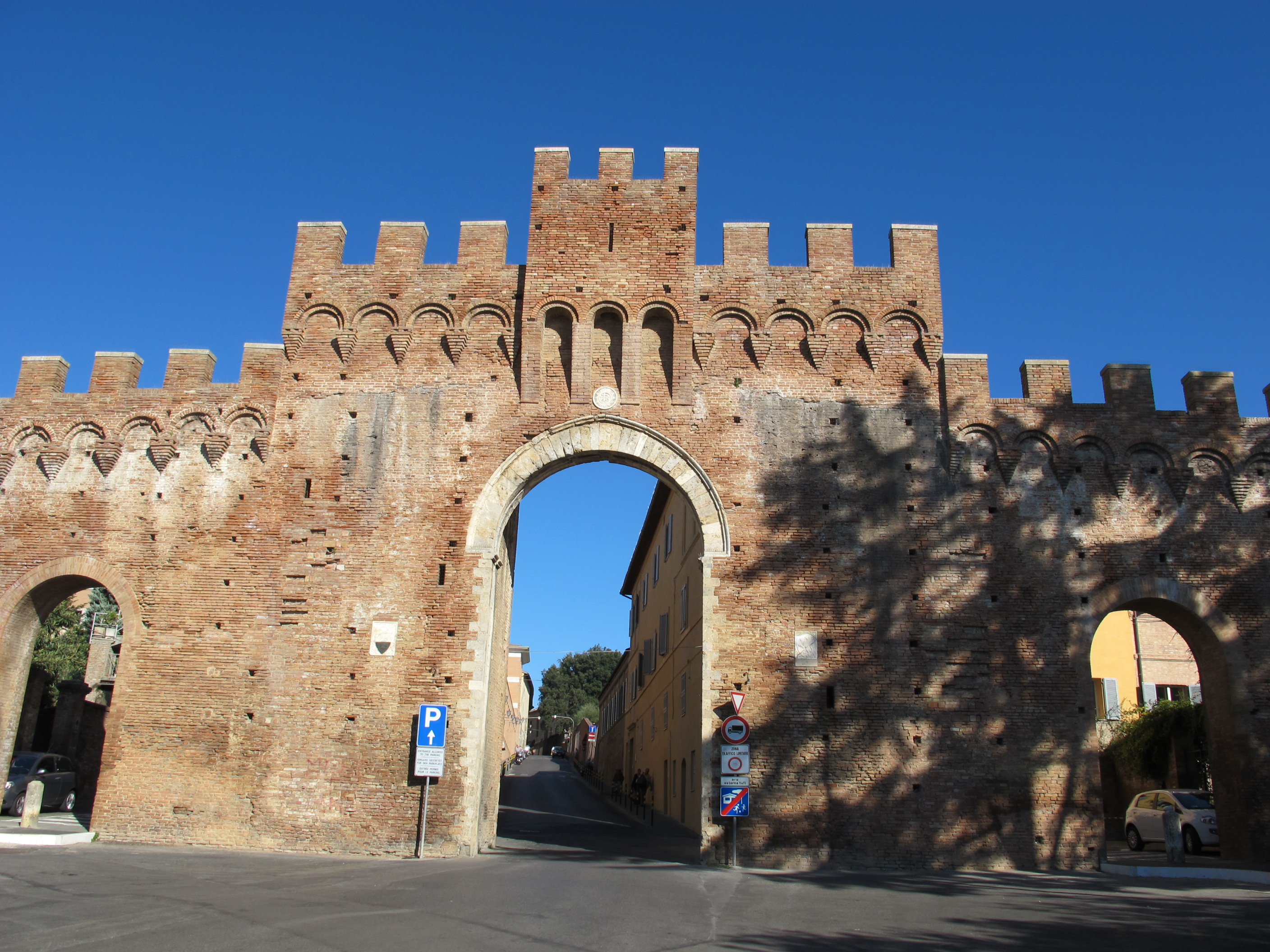
Stadttor Porta Tufi in Siena

- Arezzo, Kathedrale: Grabstätte des Guido Tarlati (Cenotafio Tarlati, 1330 mit Agnolo di Ventura entstanden) mit 16 Stationen aus dem Leben des Guido Tarlati[7]

- - Fatto vescovo
  - Chiamato signore
  - Il Comune pelato
  - Comme in Signoria
  - El Fare de le Mura
  - Lucignano
  - Chiusci
  - Fronzola
  - Castei Focognano
  - Rondine
  - Bucine
  - Caprese
  - Laterina
  - Il Monte San Savino
  - La Coronazione
  - La morte di Misere

- Arezzo, Museo statale d’arte medievale e moderna: Testa di condottiero[8]
- Grosseto: Befestigungsanlage Cassero Senese,[7] entstand 1334 mit Guido di Pace[9]
- Massa Marittima: Befestigungsanlage Cassero Senese (mit Agostino di Giovanni)[7]
- Massa Marittima: Dom San Cerbone: 11 Statuetten[9]
- Rom, Santa Maria sopra Minerva: Grabstätte des Matteo Orsini (1341 entstanden)[9]
- Siena, Basilica di San Francesco: Cappella sepolcrale della famiglia Petroni (mit Agnolo di Ventura)[10][7]
- Siena, Palazzo Pubblico: Innenarchitektur (1331 mit Agostino di Giovanni[11])
- Siena, Porta Romana: 1327 entstandenes Stadttor (mit Agostino di Giovanni)[12]
- Siena, Porta Sant’Agata: 1325 entstandenes Stadttor,[7] liegt heute innerhalb der Stadtmauern.
- Siena, Porta Tufi: Stadttor (1325)[9]
- Volterra, Dom Santa Maria Assunta: Storie dei santi Regolo e Ottaviano (mit Agostino di Giovanni 1320 entstanden, befindet sich heute im Museo diocesano d’arte sacra)[7]